# Paul Ouédraogo
Paul Yembuado Ouédraogo (ur. 3 maja 1948 w Treichville) – burkiński duchowny katolicki, arcybiskup Bobo-Dioulasso w latach 2010–2024.

## Życiorys
Święcenia kapłańskie otrzymał w dniu 20 lipca 1974 roku.

## Episkopat
24 stycznia 1997 papież Jan Paweł II mianował go biskupem diecezji Fada N’Gourma. Sakry biskupiej udzielił mu 18 maja 1997 kardynał Jozef Tomko. 13 listopada 2010 roku papież Benedykt XVI mianował go arcybiskupem archidiecezji Bobo-Dioulasso. 18 grudnia 2024 papież Franciszek przyjął jego rezygnację z pełnionego urzędu i mianował następcę.